# Satyrichthys hians
Satyrichthys hians és una espècie de peix pertanyent a la família dels peristèdids.

## Descripció
- Fa 20 cm de llargària màxima.[5][6]

## Hàbitat
És un peix marí i demersal que viu entre 275 i 858 m de fondària.

## Distribució geogràfica
Es troba al Pacífic occidental (el Japó i el mar de la Xina Meridional) i el Pacífic oriental central (les illes Hawaii).

## Costums
És bentònic sobre fons sorrencs.

## Observacions
És inofensiu per als humans.